# 육성층
육성층(陸成層, land deposits)은 땅 위의 환경을 말한다.
육상의 퇴적환경은 바다에 비해 매우 다양하기 때문에, 육성층은 해성층에 비해 훨씬 다양한 지층이 발달한다. 육성층은 선캄브리아대부터 현세에 이르는 모든 지질시대를 통해 계속 생성되어 왔다. 대개 단층지괴가 함몰된 곳이나 열곡과 같이 퇴적분지가 계속해서 가라앉는 지역에 잘 보존되어 있다.

## 같이 보기
- 해성층